# Eduviges Piast
Eduviges Piast de Teschen (en húngaro: Piast Hedvig) (1469-Trencsén, 6 de abril de 1521) fue una princesa polaca del siglo XV. Su esposo era el conde Esteban Szapolyai, Nádor de Hungría y fue madre del rey Juan I de Hungría.

## Biografía
Eduviges nació en 1469 como hija del Duque Premislao II de Teschen y de su consorte la princesa Ana de Mazovia. A sus 14 años de edad fue dada como esposa al conde húngaro Esteban Szapolyai, matrimonio celebrado el 11 de agosto de 1483.
Del matrimonio nacieron dos hijos y dos hijas:
- Juan Szapolyai (Szepesvár, 2 de febrero de 1487 - Szászsebes, 21 de julio de 1540), a partir de 1526 reinó como Juan I de Hungría.
- Jorge Szapolyai (1494 - Mohács, 29 de agosto de 1526)
- Bárbara Szapolyai (Trencsén, 1495 - Cracovia, 2 de octubre de 1515), desde 1512 fue esposa del rey Segismundo I Jagellón el Viejo de Polonia.
- Magdalena Szapolyai (1499 - ?)

Después de la muerte de Esteban Szapolyai, la viuda tomó la dirección a partir de 1499 de la política de la Casa de Szapolyai, para lograr elevar al trono húngaro a su hijo mayor Juan, quien era uno de los candidatos desde 1505. Eduviges tuvo solamente un papel político de importancia, el cual se sucedió en 1505, cuando le pidió la mano al rey Vladislao II de Hungría de su hija Ana Jagellón, para que se casase con Juan Szapolyai. Sin embargo el monarca se resistió y en cambio se la dio como esposa a Fernando de Habsburgo, el nieto del emperador germánico Maximiliano I de Habsburgo, con el cual había firmado un tratado de paz en Bratislava en 1491. La familia Szapolyai encabezada por Eduviges consiguió hábilmente que en 1512 su hija Bárbara Szapolyai se casase con el rey Segismundo I Jagellón el Viejo de Polonia, sin embargo, luego de darle dos hijas murió en 1515.
La viuda murió el 6 de abril de 1521 en el castillo de Trencsén, donde fue enterrada junto a su marido. Pocos años después se sucedió la batalla de Mohács en 1526 donde los turcos otomanos derrotaron a los ejércitos húngaros y dieron muerte al rey Luis II de Hungría. En la misma batalla murió Jorge Szapolyai, el otro hijo de Eduviges Piast. El conde Juan Szapolyai llegó tarde a la batalla, y puesto que el trono húngaro estaba vacío se hizo coronar como rey Juan I de Hungría. Frente a él, Fernando de Habsburgo reclamó sus derechos al estar casado con Ana Jagellón, hermana del fallecido rey y también se hizo coronar. Una década después Juan I consiguió lo que su madre no pudo: en 1539 el noble húngaro se casó con Isabela Jagellón, hija del rey polaco Segismundo I Jagellón el Viejo, uniendo así nuevamente la Casa Szapolyai con la Jagellón.